# Alemania
Alemania sau Regatul Aleman a fost o formațiune statală care a existat din secolul al III-lea și până la 911, reprezentând inițial teritoriile din Germania Magna populate de alemani, iar mai apoi cele din Germania Superior și Raetia care vor fi ocupate de aceștia în timpul declinului Imperiului Roman. Alemania era în mare între râurile Main și Rin.